# Zwi Hirsch Chajes

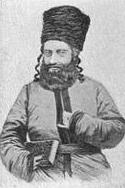
Zwi Hirsch Chajes

Zwi Hirsch ben Meir Chajes (* 20. November 1805 in Brody, Galizien, Kaisertum Österreich; † 12. Oktober 1855 in Lemberg) war ein orthodoxer Rabbiner und Talmudgelehrter. Chajes war lange Jahre in Zolkiew tätig. Er stammte aus einer böhmisch-jüdischer Familie und gilt als einer der bedeutendsten galizischen Talmudisten seiner Zeit.

## Hauptwerke
- mewo ha-Talmud (Einleitung in den Talmud)
- iggeret bikkoret (kritisches Sendschreiben, über Targum und Midrasch)